# La Dernière Tentation d'Homer
La Dernière Tentation d'Homer (The Last Temptation of Homer) est le 9e épisode de la saison 5 de la série télévisée d'animation Les Simpson.

## Synopsis
Au début de l'épisode, Bart Simpson est interrogé au tableau et simule un problème de vue. Il est alors emmené dans un centre de soin médical et doit porter des lunettes à cause d'un œil paresseux. On lui donne aussi des chaussures orthopédiques, de la crème pour cuir chevelu et une pulvérisation pour la gorge. En retournant à l'école, il est considéré par la bande de Nelson Muntz comme un élève modèle. Il se fait alors tabasser sans relâche.
Parallèlement, à la centrale nucléaire de Springfield, Charlie, un employé est "renvoyé" car il a exigé auprès de Monsieur Burns d'avoir de vraies issues de secours. Pour le remplacer, le patron de la centrale est contraint par le ministère du travail d'engager une femme. C'est donc Mindy Simmons, une séduisante ingénieur qui prendra sa place.
Lorsqu'Homer la voit, il en tombe amoureux. De plus, il découvre qu'elle a de nombreux points communs avec lui comme son amour des donuts et de la sieste.
Cependant, il tente de résister à son attirance pour Mindy qui semble être également séduite par Homer. Rien ne s'arrange lorsque les deux se retrouvent obligés de représenter la centrale lors d'un congrès sur le nucléaire à Capital City et sont même invités par l'organisateur à dîner en tête à tête. Influencé par la prédiction dans les biscuits chinois, Homer se dit qu'il devra tromper Marge, mais il arrivera tout de même à résister à la tentation et invite Marge dans l'appartement après que Mindy s'en soit allée.
Dans la saison suivante, on apprendra par Homer dans L'amour à la Simpson que Mindy a été virée de la centrale pour alcoolisme.